# Dix cents noir George Washington
Le Dix cents noir sur papier vert-bleu est le premier timbre postal des États-Unis d'Amérique avec le Cinq cents brun Benjamin Franklin. Il représente l'homme politique George Washington qui fut le premier président des États-Unis.

## Description
- Date d'émission : 1er juillet 1847.
- Personnage : George Washington de trois-quarts face dans un ovale.
- Mentions : dans les coins, les lettres « US » et la valeur en chiffre romain. Au-dessus du portrait « Post office » et en dessous « Ten cents ».
- Non dentelé.

## Commémorations
- En tant que premier président du pays, Washington figura ensuite sur de nombreux timbres, billets de banque, etc.
- En 1997, pour célébrer le 150e anniversaire de cette première émission, le Dix cents fut réédité dentelé avec une nouvelle faciale et en rouge.